# خاندان یامائوچی
خاندان یامائوچی (انگلیسی: Yamauchi clan) یکی از خاندان‌های ژاپنی بود که قلمروی آن در ولایت توسا در جزیره شیکوکو بود. در سال ۱۶۰۰ این منطقه به یامائوچی کاتسوتویو یکی از ملازمان توکوگاوا ایه‌یاسو اهدا شد. این خاندان تا سال ۱۸۶۸ در ولایت توسا زندگی می‌کردند.